# Eddie Afonso
Eddie Marcos Melo Afonso (Luanda, 7 de março de 1994) é um futebolista angolano que atua como lateral-esquerdo. Atualmente defende o Petro de Luanda.

## Carreira
Sua estreia profissional foi em 2013, disputando 5 jogos no Girabola e outras 3 partidas pela Taça de Angola, que terminou com vitória do Petro de Luanda sobre o Desportivo Huíla por 1 a 0 (gol do senegalês Ladji Keita).
Entre 2014 e 2017, defendeu o Recreativo do Libolo em 83 partidas (64 pelo Girabola e 19 pela Taça, SuperTaça de Angola e Liga dos Campeões da CAF), com 4 gols marcados (3 pelo Girabola e um pela Taça de Angola), sendo bicampeão nacional. Em 2015, teve um período de experiência no Nacional da Madeira, mas não foi contratado pelo clube português.
Voltou ao Petro de Luanda em 2018, disputando 145 partidas em torneios oficiais.

## Carreira internacional
Convocado para a Seleção Angolana desde 2016, Eddie Afonso fez parte do elenco que disputou a Copa Africana de Nações de 2019, sendo um dos 3 atletas do Petro de Luanda chamados por Srđan Vasiljević, juntamente com Wilson e Herenilson. Porém, não saiu do banco de reservas em nenhuma das 3 partidas disputadas pelos Palancas Negras, que caíram ainda na primeira fase.

## Títulos
Petro de Luanda
- Taça de Angola: 2013

Recreativo do Libolo
- Girabola: 2014 e 2015
- Taça de Angola: 2016
- SuperTaça de Angola: 2015 e 2016